# ツベテリナ・ザルコバ
ツベテリナ・ザルコバ（Tsvetelina Zarkova、女性、1986年12月18日 - ）は、ブルガリアの元バレーボール選手。ポジションはミドルブロッカー。元ブルガリア代表。

## 来歴
2002年、Akademik Sofiaでプロとしてのキャリアをスタートさせる。2004年、ブルガリア代表に初選出される。欧州選手権へは2005年より出場し、2013年のワールドグランプリは9位となった。2014年にイタリアで開催された世界選手権に出場した。

## 球歴
- 世界選手権 - 2014年
- 欧州選手権 - 2005年、2007年、2009年、2011年、2013年
- ワールドグランプリ - 2013年、2014年

## 所属クラブ
- Akademik Sofia（2002-2003年）
- Levski Siconco Sofia（2003-2005年）
- Rote Raben Vilsbiburg（2005-2009年）
- ロコモティフ・バクー（2009-2010年）
- Samorodok Khabarovsk（2010-2011年）
- 2004 トミス・コンスタンツァ（2011-2012年）
- VK AGEL Prostějov（2012-2013年）
- CS Dinamo Bucureşti (2013-2014年）
- CSMヴォレイ・アルバ・ブラジ（2014-2015年）
- CS Știința Bacău（2017年）